# Convention City
Convention City es una película de comedia erótica estadounidense de la época pre-code de 1933 dirigida por Archie Mayo y protagonizada por Joan Blondell, Guy Kibbee, Dick Powell, Mary Astor y Adolphe Menjou. La película fue producida por Henry Blanke y First National Pictures y distribuida por Warner Bros. 
Debido a sus escenas picantes, la película dejó de circular después de que se promulgara el Código Hays en 1934. Posteriormente, el director del estudio, Jack L. Warner, ordenó que las copias fueran destruidas. La película se considera perdida y se ha convertido en una de las películas perdidas más codiciadas debido a sus escenas picantes.  